# Duško Radinović
Duško Radinović (in serbo Душкo Paдинoвић?; 8 febbraio 1963) è un ex calciatore jugoslavo.

## Carriera
Debutta da professionista nel 1981 con l'OFK Titograd, dove milita per quattro stagioni; nel 1985 passa al Sutjeska Nikšić rimanendovi per altri quattro anni.
Nel 1989 viene ingaggiato dalla Stella Rossa, dove vince tre campionati della RSF di Jugoslavia, una Coppa di Jugoslavia, e soprattutto la Coppa dei Campioni 1990-1991 e la Coppa Intercontinentale 1991.
Negli anni successivi alla guerra civile balcanica, giocherà in Svezia prima al Degerfors e poi al Malmö FF.

## Palmarès

### Competizioni nazionali
- Campionati della RSF di Jugoslavia: 3

Stella Rossa Belgrado: 1989-1990, 1990-1991, 1991-1992
- Coppe di Jugoslavia: 1

Stella Rossa Belgrado: 1990

### Competizioni internazionali
- Coppa dei Campioni: 1

Stella Rossa Belgrado: 1990-1991
- Coppa Intercontinentale: 1

Stella Rossa Belgrado: 1991